# مارموست کاکل‌نخودی
مارموست کاکل‌نخودی (نام علمی: Callithrix aurita) نام یک گونه از سرده مارموست است.